# 寺坂賴我
寺坂賴我（假名：てらさか らいが，1999年12月26日—），日本演员、歌手，出生地位於日本岐阜縣岐阜市，隶属于财富娱乐，2014年作為BOYS AND MEN研究生成員出道。後在2017年至2022年前為祭nine.的成員，並擔任隊長。

## 經歷
寺坂出生於岐阜縣岐阜市，2014年5月6日參加了BOYS AND MEN公開選秀，並在同日進入財富娛樂，成為BOYS AND MEN研究生的一員。
2015年6月，BOYS AND MEN研究生以單曲《Boys Be Brave ~一萬次勇氣~》出道。從那時起，寺坂一直是擔任團隊的中心角色，並在入學期間被選為所有歌曲的演唱成員。2016年，寺坂在研究生出演的BOYS AND MEN舞台劇《白☆緊身衣》中，飾演曾由水野勝飾演的小金井四郎一角。同年夏天，他在「少年男神人氣投票」中獲得第一名。

2017年3月，寺坂加入BOYS AND MEN研究生選拔單位組成的偶像團體祭nine.，擔任隊中的隊長角色。會員顏色為紅色。2018年，寺坂憑藉祭nine.身份主演的《男孩新世紀：祭武士》首次正式出演電視劇。同年，其第一部主演電影《BD〜明智探偵事務所〜》上映。
2021年至2022年，寺坂在圓谷製作所出品的特攝電視劇《超人力霸王特利卡》中飾演主角真中劍吾。

## 出演

### 電視劇
- 為什麼 16 歲的東都院星矢不能有女朋友？（日语：なぜ東堂院聖也16歳は彼女が出来ないのか?#テレビドラマ） 第1話（2014年10月20日、名古屋電視台）
- 黄金𩾇传说（2015年1月4日、東海電視台） - タケル 役
- 男孩新世紀：祭武士（日语：ボイメン新世紀_祭戦士ワッショイダー）（2018年4月 - 6月、CBC電視台他） - 主演・寺坂頼我  役
- 特攝少女（日语：トクサツガガガ#テレビドラマ） 第5話（2019年2月15日、NHK綜合頻道） - イケメン 役
- 燒肉摔跤（日语：焼肉プロレス） 第8話（2019年8月21日、大阪電視台） - 本郷涼介 役[4]
- 最棒的歐巴漢（日语：最高のオバハン#テレビドラマ） 最終話（2021年5月29日、東海電視台） - 寺坂頼我 役
- 超人力霸王系列（東京電視台） - 真中劍吾 役
  - 超人力霸王特利卡（2021年7月 - 2022年1月） - 主演[5]
  - 超人力霸王 年代記D（2022年3月19日 - 26日、6月18日 - 25日）
  - 超人力霸王德卡 第7話・第8話．第19話．第23-25話（2022年8月27日・9月3日．11月25日．12月24日-2023年1月21日）[6]
- 孤獨的美食家 Season9 特別編（2021年12月31日、東京電視台） - 整備士 役
- 因性而別（日语：個人差あり〼#テレビドラマ）（2022年8月 - 、東海電視台制作・富士電視台） - 大田亮輔 役[7][8]
- 帥哥，吃你的飯（日语：イケメン共よ メシを喰え#テレビドラマ） 第7話（2022年8月21日、大阪電視台・BS东视） - デフン 役[9]
- 第一戰隊五獸者 第24-25話（2025年8月3日・10日、朝日電視台） - 晴渡一輝 役

### 綜藝節目・情報番組
- ボイメンの愛知きしめん家族（2016年 - 2017年、愛知電視台） - 四男 役[10]
- ボイメン体操（2018年 - 、CBC） - 体操のお兄さん・らいらい 役
- オケハザマってなんですか?〜What is OKEHAZAMA〜（日语：オケハザマってなんですか?〜What is OKEHAZAMA〜）（2020年10月 - 2022年6月、RKB毎日放送）[11]
- エンタメ情報ステーション 土曜のトオルとカヲル（日语：エンタメ情報ステーション 土曜のトオルとカヲル）（2022年4月 - 、BS松竹東急）
- ゴゴスマ -GO GO!Smile!-（日语：ゴゴスマ -GO GO!Smile!-）（2022年4月 - 、CBCテレビ制作・TBS電視台） - 「らいがごはん」コーナーレギュラー
- チャント!（日语：チャント!）（2022年4月、2021年12月20日 - 22日[12]、2022年2月14日 - 17日[13]放送回への出演を経て、2022年4月6日からレギュラー出演[14]。 - 、CBCテレビ） - コーナー担当リポーター（水曜）
- キン・ドニーチ（日语：キン・ドニーチ）（2022年4月 - 、愛知電視台）

### 廣播劇
- 寺坂頼我的Smile Smile!（2022年4月 - 、東海）

### 電影
- サムライ・ロック (映画)（日语：サムライ・ロック）（2015年、スターキャット）
- 我要复仇（2016年、キャンター / スターキャット） - 生徒 役
- BOYS AND MEN 〜One For All, All For One〜（日语：BOYS AND MEN 〜One For All, All For One〜）（2016年、スターキャット） - 寺坂頼我 役
- BD〜明智探偵事務所〜（日语：BD〜明智探偵事務所〜）（2018年、キャンター） - 主演・井上一郎 役
- Bye Bye Vampバイバイ、ヴァンプ!（日语：Bye Bye Vampバイバイ、ヴァンプ!）（2020年、ロハスプロダクションズ） - 主演・小日向京平 役
- 祭りの後は祭りの前（2020年、スターキャット） - 赤石 役[15][16]
- 超人力霸王特利卡：Episode Z（2022年、松竹） - 主演・真中劍悟 役
- 如月車站（2022年、イオンエンターテインメント / ナカチカ） - 飯田大輔 役[17]

### 網路劇
- 星塵復仇者（日语：星屑リベンジャーズ） 第9話（2018年、AbemaTV）[18]
- FUN HOUSE（日语：FUN HOUSE）（2018年、dTVチャンネル） - ライガ 役
- 恋するメソッド（日语：恋するメソッド） Season3（2021年11月22日 - 12月13日、AbemaTV）

### 舞台
- ホワイト☆タイツ（2014年・2016年・2017年） - 小金井紫郎 役[19]
- ミュージカル「夢は叶えるもの」（2015年）[20]
- なごや万華鏡落語 「あさきゆめみし」（2016年）
- ボイメンステージ 諦めが悪い男たち〜NEVER SAY NEVER〜（2020年） - タクト 役[21]

### CM
- 名古屋鐵道 「博物館明治村 『明治探偵GAME 〜千里眼の男〜』」（2019年）[22]

## 外部連結
- 寺坂頼我 - 官方網站 （页面存档备份，存于）
- 寺坂頼我的X（前Twitter）
- 寺坂賴我在互联网电影资料库（IMDb）上的資料（英文）
- 寺坂頼我的Instagram帳戶
- 寺坂頼我 STAFF的X（前Twitter）
- BOYS AND MEN研究生オフィシャルブログ: 寺坂頼我のエントリー （页面存档备份，存于）